# Google Domains

Availability of Google Domains

Google Domains là một dịch vụ đăng ký và quản lý tên miền do Google vận hành. Ra mắt vào năm 2014, dịch vụ này hoạt động chủ yếu dưới dạng beta cho đến khi hầu hết tài sản của nó được Squarespace mua lại vào ngày 7 tháng 9 năm 2023.

## Đặc trưng
Google Domains không chỉ là nơi đăng ký tên miền, mà còn cung cấp trọn gói các dịch vụ đi kèm như lưu trữ DNS, DNS động, chuyển tiếp tên miền và email.  Điểm nổi bật của Google Domains là khả năng tích hợp sẵn với Google Cloud DNS và Google Workspace, cho phép kết nối tên miền với các nền tảng quen thuộc như Blogger, Google Sites, Squarespace, Wix.com, Weebly, Bluehost, Shopify và Firebase chỉ với một cú nhấp chuột. Bên cạnh đó, dịch vụ còn hỗ trợ bảo mật tên miền, máy chủ tên tùy chỉnh và DNSSEC, nhằm đảm bảo an toàn và ổn định cho website.
Dịch vụ đăng ký tên miền này đã được ICANN công nhận. Số IANA do ICANN cấp cho Google là 895. Con số này đã được chuyển giao cho Squarespace sau thương vụ mua bán vào tháng 9 năm 2023.